# 55. BAFTA-gála
Az 55. BAFTA-gálát 2002. február 24-én tartotta a Brit film- és televíziós akadémia, melynek keretében a 2001. év legjobb filmjeit és alkotóit díjazta.

## Díjazottak és jelöltek
(a díjazottak félkövérrel vannak jelölve)

### Legjobb színész
Russell Crowe – Egy csodálatos elme
- Jim Broadbent – Iris – Egy csodálatos női elme
- Ian McKellen – A Gyűrűk Ura: A Gyűrű Szövetsége
- Kevin Spacey – Kikötői hírek
- Tom Wilkinson – A hálószobában

### Legjobb színésznő
Judi Dench – Iris – Egy csodálatos női elme
- Nicole Kidman – Más világ
- Sissy Spacek – A hálószobában
- Audrey Tautou – Amélie csodálatos élete
- Renée Zellweger – Bridget Jones naplója

### Legjobb operatőri munka
Az ember, aki ott se volt – Roger Deakins
- Amélie csodálatos élete – Bruno Delbonnel
- A Sólyom végveszélyben – Slawomir Idziak
- A Gyűrűk Ura: A Gyűrű Szövetsége – Andrew Lesnie
- Moulin Rouge! – Donald M McAlpine

### Legjobb jelmez
Gosford Park – Jenny Beavan
- Harry Potter és a bölcsek köve – Judianna Makovsky
- A Gyűrűk Ura: A Gyűrű Szövetsége – Ngila Dickson, Richard Taylor
- Moulin Rouge! – Catherine Martin, Angus Strathie
- A majmok bolygója (2001) – Colleen Atwood

### Legjobb rendező
Peter Jackson – A Gyűrűk Ura: A Gyűrű Szövetsége
- Jean-Pierre Jeunet – Amélie csodálatos élete
- Ron Howard – Egy csodálatos elme
- Robert Altman – Gosford Park
- Baz Luhrmann – Moulin Rouge!

### Legjobb vágás
Mulholland Drive – A sötétség útja – Mary Sweeney
- Amélie csodálatos élete – Hervé Schneid
- A Sólyom végveszélyben – Pietro Scalia
- A Gyűrűk Ura: A Gyűrű Szövetsége – John Gilbert
- Moulin Rouge! – Jill Bilcock

### Legjobb film
A Gyűrűk Ura: A Gyűrű Szövetsége
- Amélie csodálatos élete
- Egy csodálatos elme
- Shrek
- Moulin Rouge!

### Alexander Korda-díj az év kiemelkedő brit filmjének
Gosford Park
- Bridget Jones naplója
- Harry Potter és a bölcsek köve
- Iris – Egy csodálatos női elme
- Se veled, se nélküled

### Legjobb nem angol nyelvű film
Korcs szerelmek (Amores perros) • Mexikó
- Amélie csodálatos élete (Le fabuleux destin d’Amélie Poulain) • Franciaország/Németország
- A senki földjén (Abril despedaçado) • Brazília/Franciaország/Svájc
- Esküvő monszun idején (Monsoon Wedding) • Franciaország/Németország/India/Olaszország/USA
- A zongoratanárnő (La pianiste) • Ausztria/Németország/Franciaország/Lengyelország

### Legjobb smink
A Gyűrűk Ura: A Gyűrű Szövetsége – Peter Owen, Peter King, Richard Taylor
- Gosford Park – Sallie Jaye, Jan Archibald
- Harry Potter és a bölcsek köve – Amanda Knight, Eithn‚ Fennell, Nick Dudman
- Moulin Rouge! – Maurizio Silvi, Aldo Signoretti
- A majmok bolygója –  Rick Baker, Toni G, Kazuhiro Tsuji

### Legjobb filmzene (Anthony Asquith-díj a legjobb filmzenének)
Moulin Rouge! – Craig Armstrong, Marius De Vries
- Amélie csodálatos élete – Yann Tiersen
- A Gyűrűk Ura: A Gyűrű Szövetsége – Howard Shore
- Mulholland Drive – A sötétség útja – Angelo Badalamenti
- Shrek – Harry Gregson-Williams, John Powell

### Legjobb díszlet
Amélie csodálatos élete – Aline Bonetto
- Gosford Park – Stephen Altman
- Harry Potter és a bölcsek köve – Stuart Craig
- A Gyűrűk Ura: A Gyűrű Szövetsége – Grant Major
- Moulin Rouge! – Catherine Martin

### Legjobb adaptált forgatókönyv
Shrek – Ted Elliott, Terry Rossio, Joe Stillman, Roger SH Schulman
- Egy csodálatos elme – Akiva Goldsman
- Bridget Jones naplója – Helen Fielding, Andrew Davies, Richard Curtis
- Iris – Egy csodálatos női elme – Richard Eyre, Charles Wood
- A Gyűrűk Ura: A Gyűrű Szövetsége – Fran Walsh, Philippa Boyens, Peter Jackson

### Legjobb eredeti forgatókönyv
Amélie csodálatos élete – Guillaume Laurant, Jean-Pierre Jeunet
- Gosford Park – Julian Fellowes
- Moulin Rouge! – Baz Luhrmann, Craig Pearce
- Más világ – Alejandro Amen bar
- Tenenbaum, a háziátok – Wes Anderson, Owen Wilson

### Legjobb hang
Moulin Rouge! – Anna Behlmer, Andy Nelson, Roger Savage, Guntis Sics, Gareth Vanderhope, Antony Gray
- A Sólyom végveszélyben – TChris Munro, Per Hallberg, Michael Minkler, Myron Nettinga, Karen Baker
- Harry Potter és a bölcsek köve – John Midgley, Eddy Joseph, Ray Merrin, Graham Daniel, Adam Daniel
- A Gyűrűk Ura: A Gyűrű Szövetsége – David Farmer, Hammond Peek, Christopher Boyes, Gethin Creagh, Michael Semanick, Ethan Van Der Ryn, Mike Hopkins
- Shrek – Andy Nelson, Anna Behlmer, Wylie Stateman, Lon Bender

### Legjobb férfi mellékszereplő
Jim Broadbent – Moulin Rouge!
- Hugh Bonneville – Iris – Egy csodálatos női elme
- Robbie Coltrane – Harry Potter és a bölcsek köve
- Colin Firth – Bridget Jones naplója
- Eddie Murphy – Shrek

### Legjobb női mellékszereplő
Jennifer Connelly – Egy csodálatos elme
- Judi Dench – Kikötői hírek
- Helen Mirren – Gosford Park
- Maggie Smith – Gosford Park
- Kate Winslet – Iris – Egy csodálatos női elme

### Legjobb vizuális effektek
A Gyűrűk Ura: A Gyűrű Szövetsége – Jim Rygiel, Richard Taylor, Alex Funke, Randall William Cook, Mark Stetson
- A. I. – Mesterséges értelem – Dennis Muren, Scott Farrar, Michael Lantieri
- Harry Potter és a bölcsek köve – Robert Legato, Nick Davis, John Richardson, Roger Guyett, Jim Berney
- Moulin Rouge! – Chris Godfrey, Andrew Brown, Nathan McGuinness, Brian Cox
- Shrek – Ken Bielenberg

### Legjobb animációs rövidfilm
Dof
- Camouflage
- Home Road Movies
- Tuesday
- The World Of Interiors

### Legjobb rövidfilm
About A Girl
- Inferno
- The Red Peppers
- Skin Deep
- Tattoo

### Kiemelkedő debütálás brit rendező, író vagy producer részéről
Joel Hopkins, Nicola Usborne - Vőlegény nyúlcipőben (rendező, író, producer)
- Steve Coogan, Henry Normal - Széfbe zárt igazság (író)
- Julian Fellowes - Gosford Park (író)
- Ruth Kenley-Letts - Sinatra árnyékában (producer)
- Jack Lothian - Éjjel-nappal fiatalok (író)
- Richard Parry - South West 9 (rendező, co-író)

### Kiemelkedő brit hozzájárulás a mozifilmekhez
Vic Armstrong